# Republikgesetz 7586
Das Republikgesetz 7586 (Filipino: Batas 7586, englisch: Republic Act No. 7586) bestimmt die gesetzlichen Rahmenbedingungen für die Ausweisung, Nutzung und die Verwaltung von Landschafts-, Naturschutz- und Meeresschutzgebieten sowie Nationalparks auf den Philippinen. Es soll dem Schutz der Biodiversität der Philippinen, der natürlichen Lebensgrundlagen der Bevölkerung und einer nachhaltigen Entwicklung der Philippinen dienen. Unter der Bezeichnung National Integrated Protected Areas System, kurz NIPAS (Deutsch: Integriertes nationales Naturschutzgebietssystem) wurde das Gesetz im Jahre 1991 durch den Kongress der Philippinen ratifiziert und trat mit der Unterzeichnung durch die damalige Präsidentin der Philippinen, Corazon Aquino, am 1. Juni 1992 in Kraft.

## Geschichte des Gesetzes
Die Philippinen gehören zu den Megadiversitätsregionen der Erde, der Zustand der Umwelt auf den Philippinen nahm in den 1970er und 80er Jahren immer katastrophalere Formen an. Während der Diktatur des Ferdinand Marcos wurden zwar weiterhin neue Naturschutzgebiete ausgewiesen, jedoch durch die verbreitete Korruption, Vetternwirtschaft und gegenseitigen Begünstigungen der regierenden Machteliten, versagten die bisherigen Naturschutzgesetze und immer größere Regionen wurden praktisch entwaldet, um mit dem damaligen Hauptexportgut Holz Profite zu erzielen. Nach der EDSA-Revolution begann das Department of Environment and Natural Resources (DENR) 1987 die Formulierung eines Konzeptes das einer nachhaltigen Entwicklung der Philippinen Vorschub leisten soll. Zu diesem Zwecke wurden Expertengruppen gebildet, die ausländische Nichtregierungsorganisationen und die Weltbank konsultierten. Vorgestellt wurde der Regierung 1989 ein Konzept, das unter dem Namen Strategie für wirtschaftliches Wachstum, unter Beachtung des Schutzes der natürlichen Ressourcen, der Biodiversität mit ihren vitalen Ökosystemen und der allgemeinen Umweltqualität vorgestellt wurde. Eines der Schlüsselelemente des Strategiepapieres war ein Integriertes Naturschutzgebietssystem. Aus diesem Strategiepapier wurde das Gesetzeskonzept für das National Integrated Protected Areas System entwickelt.
Gleichzeitig entwickelte sich in der Öffentlichkeit die Forderung nach einem besseren staatlichen Schutz der Umwelt und der Biosphäre. Dies gipfelte nach der Ormoc-Tragödie, vom 5. November 1991, in einer gesamtgesellschaftlichen Diskussion über bessere Umweltgesetze, als durch den Tropensturm Thelma über 8.000 Menschen in den Central Visayas den Tod fanden. Untersuchungen von NGOs und des DENR gaben der massiven Entwaldung der Region um Ormoc City für den Anbau von Monokulturen, wie Zuckerrohr, als die primäre Ursache an, für die größte Naturkatastrophe auf den Philippinen seit 1945. Durch die nun einsetzende massive Unterstützung konnte das Gesetz Kongress und Repräsentantenhaus bereits 1991 passieren und von der Präsidentin 1992 unterzeichnet werden. Bei seiner Einführung wurden 202 Naturschutzgebiete als Schutzgebiete unter dem NIPAS-Gesetz auf einer Fläche von 2,57 Mio. Hektar ausgewiesen. Am 29. Juni 1992 wurde vom DENR die Administrative Order No. 25 erlassen, die Richtlinien enthielt, die die Umsetzung des Gesetzes auf regionaler und örtlicher Ebene unterstützten sollte und zum Beispiel Management-Komitees (Protected Area Management Board (PAMB)) zur Ausweisung und Verwaltung der Schutzgebiete auf örtlicher Ebene vorsieht. Zur Finanzierung der Umsetzung des Gesetzes wurde eigens der Integrated Protected Areas Fund (IPAF) ins Leben gerufen, der 75 % des Budgets zur Finanzierung der Naturschutzgebiete und Naturschutzprojekten aufwenden sollte.

## Internationale Aspekte des NIPAS-Gesetzes
Die Philippinen sind Unterzeichner folgender internationaler Vereinbarungen die völkerrechtlichen Charakter haben:
- Biodiversitätskonvention, unterzeichnet 1992, Ratifizierung 1993[8]
- UNESCO-Welterbe, unterzeichnet und Ratifizierung 1985[9]
- Agreement on the Conversation of Nature and Natural Resources der ASEAN-Mitgliedsstaaten von 1985[10]
- Convention on the Conservation of Migratory Species of Wild Animals, Ratifizierung 1994[11]
- Convention on Wetlands of International Importance, Ratifizierung 1994[12]

Durch die Verabschiedung des NIPAS-Gesetzes werden die Regierung, Parlament und Behörden der Philippinen unterstützt, bei der Umsetzung der Inhalte und Zielsetzungen der oben genannten Konventionen in Nationales Recht.

## Klassifikationen
Die Schutzzonen umfassen folgende Klassifikationen: Strict nature reserve (National Park), Natural park, Natural monument, Wildlife sanctuary, Protected landscapes and seascapes, Resource reserve, Natural biotic areas. Weitere Schutzzonen sind die Protected areas, Buffer zones und die Indigenous cultural community areas.
Insgesamt wurden rund 35.000 km² der Fläche der Philippinen als Naturschutzgebiete gemäß den Richtlinien des NIPAS-Gesetzes ausgewiesen. Von diesen sind rund 21.300 km² terrestrische und 13.700 km² Meeresschutzgebiete.
Die Voraussetzungen des NIPAS-Gesetzes erfüllten bereits 1992, unter anderen, folgende Schutzgebiete:
- der Danao-See auf der Insel Leyte
- Baganga Bay Protected Landscape and Seascape
- Marikina Watershed Forest Reserve
- Mainit Hotspring Protected Landscape

### Nationalparks und Schutzzonen der Philippinen
Inselgruppe Luzon:
Insel Mindoro & Palawan:
Inselgruppe der Visayas:
Inselgruppe Mindanao: